# 宮嶋麻衣
宮嶋 麻衣（みやじま まい、1986年2月15日 - ）は、日本の女優。
岐阜県恵那市出身。専門学校名古屋ビジュアルアーツ卒業。所属事務所はN・A・C名古屋 → N・A・C大阪。

## 略歴
中学生の頃に好きだったアニメがきっかけでもともと声優を志し、声優になるためにはまず役者になる必要があるとの思いから、岐阜県立中津商業高校では演劇部に所属していた。2004年に高校を卒業すると、専門学校名古屋ビジュアルアーツパフォーミングアーツ学科へ進学して演技を学びつつ、N・A・C名古屋に所属し女優として活動を開始。インディーズ映画などに出演して演技力を磨く。
卒業後も名古屋を拠点に活動し、2006年に『土曜ワイド劇場 温泉若おかみの殺人推理17』（テレビ朝日）でデビューしてテレビドラマやCMに出演し、情報番組のレポーターやナレーターとしても活動する。卒業から半年ほどして受けた2007年後期のNHK連続テレビ小説『ちりとてちん』のヒロインオーディションで、最終選考の3人に残るものの落選。しかし、後日演技力を買われてヒロインの親友役としての起用を告げられると、優柔不断なヒロインを叱咤激励するしっかり者の親友・野口順子を演じて存在感を示した。ドラマ放送中から放送終了後にかけては関連番組やイベントにも多数出演、2008年6月にはドラマの舞台となった福井県小浜市の若狭おばま御食国大使に任命された。
より厳しい環境で仕事をしたいと2009年から活動の拠点を大阪へ移すと、テレビドラマ、映画、舞台、CMなど幅広い作品に出演。2012年には映画『とめ子の明日なき暴走』に主演し、難しい役柄を自然体で演じた演技が評価され、おおさかシネマフェスティバル2013で新人女優賞を受賞した。2011年から5年連続で『カーネーション』『純と愛』『ごちそうさん』『マッサン』『あさが来た』とNHK大阪放送局が制作する連続テレビ小説5作品に出演（2017年の『わろてんか』と2021年の『カムカムエヴリバディ』にも出演。2016年・2018年・2019年・2020年には出演しなかった）。2013年に『ごちそうさん』で再びヒロインの友人・野川民子役を演じて注目を集めた際には「西のNHK御用達女優」とも称された。
2008年2月から出身地である岐阜県恵那市の恵那観光大使に就任、さまざまなイベントに出演して恵那市のPRに努めている。

## 人物・エピソード
- 趣味は、ピアノ・歌・マラソン。
- 彼女の愛称mogaは専門学校時代、関東でけんけん跳びを意味する方言『ちんちんもがもが』という言葉に彼女が言及したことによるという。
- NHK連続テレビ小説『ちりとてちん』への出演時には、ヒロインと並ぶドラマの看板娘として、以下のようなPRを務めた。
  - 2007年11月15日、第34回社会人野球日本選手権大会において始球式をつとめた。
  - 2007年11月30日、大阪南署の一日警察署長をつとめた。
  - 2007年12月9日、出身地である恵那警察署の一日警察署長をつとめた。
  - 2008年1月1日、NHK『スタジオパークからおめでとう2008』生放送出演時、温暖化について意見を求められると咄嗟に「阻止したいです！」と言い放った。本人はもっと知的な意見を言いたかったらしい。
  - 2010年2月28日、第7回全日本学生落語選手権『策伝大賞』決勝大会（岐阜市）にて、桂三枝（現・六代目桂文枝）・立川志の輔と共に審査員をつとめた。
- 保育士免許を取得している。2021年にはYouTubeチャンネルを開設
- NHK連続テレビ小説『カムカムエヴリバディ』では一人二役で出演し、同じく一人二役で出演する堀部圭亮と双方とも夫婦の役で共演している。

## 受賞歴
- 2007年 - ACC中部CM合同研究会 タレント新人賞
- 2013年 - おおさかシネマフェスティバル2013 新人女優賞（『とめ子の明日なき暴走』）

## 出演

### 映画
- 箱（2007年、清水雅人監督） - 中野美奈子役
- 核、弾頭（2007年、林一嘉監督） - チハル役（主演）
- アウトサイダー052（2010年5月25日公開、林一嘉監督）
- とめ子の明日なき暴走（2012年 吉浦敦博監督） - 主演・山田愛美（とめ子）役
- 明日へ 戦争は罪悪である（2017年、藤嘉行監督） - 出産する農婦 役

### テレビドラマ
- 土曜ワイド劇場（テレビ朝日）
  - 温泉若おかみの殺人推理17（2006年7月18日） - 観光客のカップル役
  - 山村美紗サスペンス「狩矢父娘シリーズ(11)京都・美人女優殺人事件」（2010年4月24日） - 江藤しずえ役
  - 山村美紗サスペンス「狩矢父娘シリーズ(14)京都・華やかな密室殺人事件（2012年10月6日、テレビ朝日） - 鑑識官 小春 役
  - 山村美紗サスペンス「狩矢父娘シリーズ(15)京都グルメツアー殺人事件！」（2013年10月5日） - 七海朱里 役
- キッパリ!（2007年、CBC）
- こどもの事情（2007年、CBC）
- 素浪人月影兵庫 第8話（2007年9月11日、テレビ朝日） - おさと（宿場の娘） 役
- 連続テレビ小説（NHK / 大阪局制作分）
  - ちりとてちん（2007年10月-2008年3月） - 野口順子 役（レギュラー）
  - カーネーション（2011年11月 - 2012年3月） - 駒子 役
  - 純と愛 第8週（2012年11月19日 - 24日） - 宮崎ゆり 役
  - ごちそうさん（2013年9月 - 2014年3月） - 野川民子 役
  - マッサン 最終週（2015年3月24 - 28日） - 亀山和歌子 役
  - あさが来た 第102話（2016年1月30日） - 成澤カナエ 役
  - わろてんか 第12週（2017年12月18日） - 佐助の妻、富 役
  - カムカムエヴリバディ（2021年11月1日 - ） - 赤螺清子（若い頃） 役、初美 役（一人二役）
- ママの神様（2008年、CBC=TBS系） - 近藤由樹 役
- おちゃべり（2009年、MBS=TBS系）
- 京都地検の女 シリーズ5・第8話（2009年6月、東映=テレビ朝日）
- 歴史秘話ヒストリア（NHK / 大阪局制作）
  - 「太宰治」（2009年6月） - 太宰治と心中騒動を起こす女性 役
  - 「みんな好き好き一休さん〜禅の心で自由に生きろ〜」（2010年4月21日） - 一休さんの生母、照子姫 役
  - 「津田梅子・明治“アラウンド20”の悩み」（2011年3月2日）
  - 「愛と悲しみの「こだまでしょうか」〜大正の詩人・金子みすゞの秘密〜」（2011年10月19日） - 金子みすゞ 役
  - 「わたしを長崎に連れてって〜美しき教会とキリシタンの物語〜」（2012年7月11日） - おたあジュリア 役
  - 「“地獄”を見たプリンセス〜平清盛の娘・建礼門院徳子の生涯〜」（2012年8月29日） - 徳子の側近女官 右京大夫 役
  - 「わたし、やっぱり結婚する！〜明治のトップレディー・大山捨松の悩み〜」（2012年9月19日） - 津田梅子 役
  - 「悲劇の皇女 和宮〜大奥に花開いた愛のゆくえ〜」（2013年2月13日） - 和宮 役
  - 「妻たちの会津戦争〜反骨の家老 西郷頼母と家族の悲劇〜」（2013年6月19日） - 西郷頼母の妻、千重子 役
  - 「新しい世界へ羽ばたこう！〜明治 女性の新しい生き方〜」（2014年4月30日） - 津田梅子 役
  - 「パリ ナースたちの戦場〜看護婦が見た世界大戦の真実〜」（2014年5月7日、また2014年11月5日名作選として再放送） - 竹田ハツメ 役
  - 「本能寺の変 犯人はオマエだ！ヒストリア探偵VS.戦国最大の未解決事件」（2014年7月9日） - ヒストリア探偵秘書 役
  - 「美しき夫婦の物語 〜水尾天皇と和子 愛の軌跡〜」（2014年9月17日） - 和子（まさこ） 役
  - 「妖怪と神さまの不思議な世界〜遠野物語をめぐる心の旅〜」（2014年10月29日） - 長根キョウ 役
  - 「悪女の涙が日本を救った!?〜日野富子 足利将軍家の妻、母〜」（2015年2月18日） - 日野富子 役
  - 「大奥ロイヤルウエディング 篤姫と和宮と運命のプリンス」（2017年6月16日） - 和宮 役
  - 「物語に魅せられて 更級日記・平安少女の秘密」（2019年6月12日） - 菅原孝標女の乳母 役
  - 「私はなぜ悪女になったのか 最新研究 日野富子」（2019年9月18日） - 日野富子 役

- かんさい特集「おかんの逆襲〜我が家のリフォーム戦争〜」（2009年7月、NHK・関西 / 2009年9月、全国放送） - 電車内のアベック 役
- NHKスペシャル 気骨の判決（2009年8月、NHK / 名古屋局制作） - 吉田久裁判長（演:小林薫）の長女、良子 役
- メイド刑事 Mission9（2009年8月、テレビ朝日） - 立石愛子 役
- 水戸黄門 （TBS / C.A.L）
  - 第40部 第8話「ニセ黄門の大芝居！・盛岡」（2009年9月14日） - 偽黄門様を世話する腰元 役
  - 第41部 第8話「貞淑妻の意外な過去・奈良」（2010年5月31日） - おくま（居酒屋の女） 役
- 853〜刑事・加茂伸之介 第3回 「二人だけの追跡！ 15年目の対決へ」（2010年1月28日、テレビ朝日） - 加茂刑事と親しい芸妓 役
- 中学生日記「父のチョコレート」（2010年2月13日、NHK教育 / 名古屋局制作） - 悩む中学生にアドバイスするお姉さん、真衣 役
- お母さんの最後の一日（2010年9月11日、テレビ朝日）
- 科捜研の女 第11シリーズ 第10話（2012年1月26日、テレビ朝日） - 葉山恵 役
- タイトロープの女 最終話（2012年2月28日、NHK / 大阪局制作） - 看護師 役
- 逃亡者おりん 2 第8話（2012年3月6日、テレビ東京） - お照 役
- 新・おみやさん 第2話（2012年4月26日、テレビ朝日） - 大場桜子 役
- 猿飛三世 第6回「同の巻」（2012年11月16日、NHK BSプレミアム / 大阪局制作） - お小夜 役
- SP〜警視庁警護課III（2013年4月27日、テレビ朝日） - 山上弥栄 役
- 夫婦善哉 第1話（2013年8月24日、NHK / 大阪局制作） - 芸妓 役
- おみやさん 新春スペシャル（2014年1月3日、テレビ朝日） - ペットショップ店員 役
- ボーダーライン 第3話 - 第4話（2014年10月18日 - 25日、NHK / 大阪局制作） - 竹中美千子 役
- セレンディピティ物語〜新しい自分に出会う旅〜 第3話 岡山〜神戸編「KOBEの休日」（2015年12月29日、MBS 他） - 主演・石原早希 役
- 中部ジモ女の選択 ショートドラマ vol.2 次女の選択「変えられる? 夫の無理解 男の身勝手」（2016年2月26日、NHK名古屋） - 次女・貴理子 役
- 伝七捕物帳 第4回（2016年8月5日、NHK BSプレミアム）
- アオゾラカット（2017年3月15日、NHK BSプレミアム / 2018年5月6日、NHK-G / 大阪局制作） - 藤原由貴 役
- 不惑のスクラム（2018年9月 - 、NHK総合 / 大阪局制作）
- 科捜研の女
  - スペシャル（2019年）
  - Season22（2022年） - 野上怜奈 役
- やじ×きた 元祖・東海道中膝栗毛（2019年） - お千代
- 山村美紗サスペンス 狩矢父娘シリーズ（20）京都俳句ツアー殺人事件（2020年2月23日、テレビ朝日） - 叶結依（本名：川本結依） 役
- いりびと-異邦人-（2021年12月5日、WOWOW） - 橘真弓 役

### バラエティ・情報番組
- なつめぐ堂-『私の心に夏祭り』 林一嘉監督作品 出演（2006年、CBC）
- ぴーかんテレビ（2007年、東海テレビ）
- インフォメーションスポット（2007年、中京テレビ）
- 金とく北陸スペシャル「ちりとてちん正平・順子のふるさと福井を旅しよう」（NHK、関西地域：2008年6月13日 / 全国放送：8月9日）
- ちょっとカルチャー 夏の福井再発見!（2009年7月、サンテレビ他） - リポーター
- ETCで走ろう!日本海〜瀬戸内海〜太平洋・潮風を求めて（2009年7月、テレビ大阪他） - リポーター
- NHK福井「みんなの文化祭」生放送ゲスト出演（2009年9月19 - 20日、NHK福井放送局）
- OBAMA食のまつり（2009年10月10 - 11日 福井県小浜市） - ステージゲスト
- ウキウキ関西 但馬・豊岡スペシャル（2009年10月31日 山陽放送） - リポーター
- パン旅。（2019年2月13日、NHK BSプレミアム） - パートナー、自由が丘・大岡山編

### CM
- 寿がきや食品 カップ生タイプ麺「極め生 弾」（2007年）
- ヤマタカみそ （2007年）
- エルピス （2008年）
- 愛知トヨタ自動車 （2008年）
- グランフロント大阪（2011年）
- 千鳥屋宗家（2013年）

### スチール
- マリエール山手

### ラジオドラマ
- FMシアター（NHK-FM）
  - りっちゃんのこと（2012年1月7日） - 岡本美咲 役
  - 春はこない（2014年5月10日）
  - 『ともに帰らん』（2016年8月6日）[12]
  - 『大きな湖の小さな島で』（2025年7月19日）[13] - 北野美奈子（理沙の母） 役[14]

### 舞台
- ベックと5人の見習い魔法つかい（2007年9月）
- 第7回AAF戯曲賞受賞作『シアン』（2008年12月）
- NACヒューマン劇場2009『夏祭り』（2009年8月） - 神主の娘、由紀（巫女）役
- NACヒューマン劇場2010『夢いろの明日』（2010年8月） - 福田優子 役
- うだつがあがる芝居公演『とあるお屋敷の恋物語』（2010年10月） - 町医者の娘 美鈴 役
- NACヒューマン劇場2011『恋の病』（2011年8月） - 尾張屋の娘 お夏 役
- NACセグンド・ソル公演『文楽』（2012年11月、2013年3月） - お浜 役
- 劇団前進座『薄桜記』（2014年2月（大阪）、9月（名古屋）、11月（東京・横浜）、2015年1月（京都）） - お豊 役
- 銀二貫（2017年6月） - 真帆 役
- 蘭 〜緒方洪庵 浪華の事件帳〜（2018年5月） - おあき 役